# 10693 Zangari
10693 Zangari este o planetă minoră (asteroid) din centura de asteroizi. A fost descoperită pe 2 martie 1981 la Observatorul Siding Spring de Schelte J. Bus. 
Obiectul prezintă o orbită caracterizată de o semiaxă mare de 2,6820608 UAi, o excentricitate de 0,05, o înclinație de 2,08267 ° în raport cu ecliptica.